# Pleurodeles waltl
Il pleurodele di Waltl (Pleurodeles waltl Michahelles, 1830) è un anfibio caudato appartenente alla famiglia dei Salamandridi.

## Descrizione
Il più grande e possente dei tritoni europei ha un capo largo e appiattito, con piccoli occhi «a bottone» rivolti verso l'alto e senza ghiandole parotoidi. La pelle appare molto granulosa, con sui fianchi una fila di protuberanze (tubercoli costali) marroni o giallastre, sotto le quali si trovano le estremità delle costole, in parte anche ben sporgenti. Le parti superiori sono di colore grigio, brunastro, giallastro o olivastro, spesso con macchie scure dai contorni indistinti. Le parti inferiori sono giallognole o grigie chiare, con macchie irregolari. Il lato inferiore della coda, lunga più del corpo, compressa in senso laterale e provvista di un piccolo orlo cutaneo dai bordi lisci nella fase acquatica, è di colore giallo chiaro. I maschi durante la stagione riproduttiva presentano guanti nuziali scuri sul lato interno delle zampe anteriori. Ha una lunghezza totale di 20-30 cm.

## Biologia
Il pleurodele di Waltl è caratterizzato dalle estremità delle costole in parte sporgenti sotto la pelle, una caratteristica spesso associata anche a una funzione di difesa dai nemici. È attivo soprattutto di notte, ma in primavera, durante la stagione riproduttiva, anche di giorno. La sua dieta è costituita da insetti, gasteropodi e vermi. Durante l'accoppiamento, che avviene in acqua, il maschio cinge la femmina con le zampe anteriori da dietro e dal basso. Durante questo amplesso, che può durare da ore a giorni, vengono depositati diversi spermatofori. Per trasferirli alla femmina, il maschio si stacca dall'amplesso e fa compiere alla compagna un movimento circolare fino a posizionarla sopra lo spermatoforo, che può così essere prelevato dalla cloaca della femmina per fecondare le uova all'interno del suo corpo. Quindi vengono solitamente deposte 250-500 uova (massimo 800-1200 uova), fatte aderire a mucchietti su ciuffi di piante acquatiche nell'arco di diverse settimane. Dalle uova, relativamente piccole e avvolte in grossi involucri gelatinosi, spuntano dopo 8-10 giorni le larve, che a seconda della temperatura dell'acqua compiono la metamorfosi dopo altri 3 mesi. In caso di siccità prolungata, il pleurodele di Waltl può compiere un periodo di letargo estivo al suolo, ma in genere resta attivo per tutto l'anno.

## Distribuzione e habitat
Il pleurodele di Waltl vive nelle regioni occidentali e meridionali della penisola iberica, in particolare in zone umide ricche di vegetazione, ad altitudini fino a 1500 m, ma anche in habitat aperti più secchi, come ad esempio campi coltivati. Nel periodo riproduttivo si può trovare in stagni, acquitrini o ruscelli a corso lento; in particolare nei pozzi questa specie è acquatica anche per tutto l'anno. Sulla terraferma trascorre la giornata sotto sassi, legno morto o in fessure del terreno.